# Friend with Benefit
Friend with Benefit, llamado Amiga con beneficio en Hispanoamérica y Amiga con derechos en España, es un episodio perteneciente a la vigesimoséptima temporada de la serie animada Los Simpson, emitido el 8 de noviembre de 2015 en EE. UU.. El episodio fue escrito por Rob LaZebnik y dirigido por Matthew Faughnan.

## Sinopsis
Homero está sentado en el sofá comiendo y viendo televisión cuando mira una publicidad de un sillón que ayuda a las personas a ponerse de pie sin hacer ningún esfuerzo, pero no tiene dinero para comprarlo. Mientras está en la taberna de Moe, Lenny y Carl le aconsejan hacer un financiamiento colectivo por Internet para conseguir el dinero. Homero hace un video fingiendo que necesita el aparato por una discapacidad. Las personas donan el dinero y Homero puede comprarse el sillón, pero las personas descubren la farsa y van a buscar a Homero para destruir el sillón. Después que destruyen su sillón Homero se siente infeliz.
Mientras tanto Lisa conoce a una niña llamada Harper que se muestra interesada en su club de magia y se hacen amigas. Una noche, el papá de Harper invita a Lisa a un concierto, al que ella asiste con Homero. El papá de Harper resulta ser un hombre millonario dueño de una empresa. Él y Homero se hacen amigos durante el concierto. Un día Harper invita a Lisa a ver un show de David Copperfield y al terminar ella se da cuenta de que a Harper le importa mucho ser el centro de atención. 
El papá de Harper invita a la familia Simpson a visitar su isla tropical (Haití). En la escuela Lisa discute con Harper porque ella quiere regalarle una bici nueva pero Lisa prefiere su bici vieja. Durante su estadía en la isla, Lisa y Harper pelean nuevamente y Homero debe decidir entre los lujos de su nueva amistad o el pedido de ayuda de su hija. Homero prefiere a Lisa y discute con Harper y su padre porque Harper es una niña mimada. Finalmente la familia Simpson regresa a su casa mientras que Bart permanece en la isla.